# Sant (Sor)
Der Sant (französisch: Ruisseau de Sant) ist ein kleiner Fluss in Frankreich, der im Département Tarn in der Region Okzitanien verläuft. Er entspringt im nordöstlichen Gemeindegebiet von Arfons, entwässert generell Richtung Nordnordwest durch den Regionalen Naturpark Haut-Languedoc und mündet nach rund 18 Kilometern im Ortsgebiet von Soual als rechter Nebenfluss in den Sor.

## Orte am Fluss
(Reihenfolge in Fließrichtung)
- Massaguel
- Verdalle
- La Coutarié, Gemeinde Verdalle
- Soual

## Sehenswürdigkeiten
- Château de Massaguel, Schloss mit Ursprüngen aus dem 13. Jahrhundert bei Massaguel – Monument historique[4]